# Дора ди Верне
Дòра ди Вернè (на италиански: Dora di Verney), Доàр дю Вернè (на френски: Doire du Verney) е поток, който тече във Валоне ди Ла Тюил (на италиански: Vallone di La Thuile) в италианския регион Вале д'Аоста, и десен приток на река Дора Балтеа.

## Маршрут
Дора ди Верне извира в началото на Валоне дел Брой (на италиански: Vallone del Breuil) близо до прохода Малък Сан Бернар. След като в него се влеят водите на няколко малки потока и на езерото Верни, в село Ла Тюил в потока се вливат водите на Дора ди Рютор, като така образува Дора ди Ла Тюил, която се спуска към село Пре Сен Дидие, за да се влее в река Дора Балтеа.
Басейнът на Дора ди Ла Тюил при сливането между Дора ди Верне и Рютор включва ледниковите повърхности и снежните полета на ледника Рютор (един от най-големите ледници в регион Вале д'Аоста), на Валоне ди Брой, на Шаван (Chavannes) и Оржер (Orgères), и също така получава водите на езерата Рютор и Белком (2378 m), и на езерото Верне (на италиански: Lago Verney) (2088 m) - едно от най-големите естествени езера във Вале д'Аоста.